# Villers-devant-Mouzon
Villers-devant-Mouzon är en kommun i departementet Ardennes i regionen Grand Est (tidigare regionen Champagne-Ardenne) i nordöstra Frankrike. Kommunen ligger  i kantonen Mouzon som ligger i arrondissementet Sedan. År 2022 hade Villers-devant-Mouzon 104 invånare.

## Befolkningsutveckling
Antalet invånare i kommunen Villers-devant-Mouzon
Referens: INSEE